# Langeneß (eiland)
Langeneß (Deens: Langenæs, Noord-Fries: Nees) is een eiland in de Noord-Friese Waddenzee. Het ligt niet ver ten zuiden van Föhr en is een van de Halligen. Dit betekent dat het eiland geen zeewering heeft; in plaats daarvan staat de bebouwing op terpen. Bij extreem hoge waterstanden loopt het eiland aldus vrijwel geheel onder. Het eiland maakt deel uit van de gemeente Langeneß.
Sinds 1927 is het middels een smalspoorbaan via Oland met de vaste wal verbonden. Verder heeft het eiland drie kleine haventjes; in de zuidwestelijke hiervan is een terminal voor een kleine veerdienst die vanaf Schlüttsiel via Hooge en Langeneß naar Amrum vaart. Langeneß is door kunstenaars uit de regio vaak beschreven of geschilderd.  De landbouw heeft als middel van bestaan sedert circa  1990 geleidelijk plaats gemaakt voor toerisme.
Op de uiterste westpunt van het eiland werd in 1902 een 11,50 meter hoge vuurtoren gebouwd, op een terp genaamd de Alte Peterswarft. Deze, ietwat scheef staande, vuurtoren draagt als naam Nordmarsch, naar de oude hallig.
Langeneß kent enige voor de streek typische, rietgedekte, boerderijen van het type Friesenhaus. Het op een 4 m hoge terp gelegen, rietgedekte, kerkje dateert van 1894.

## Geschiedenis

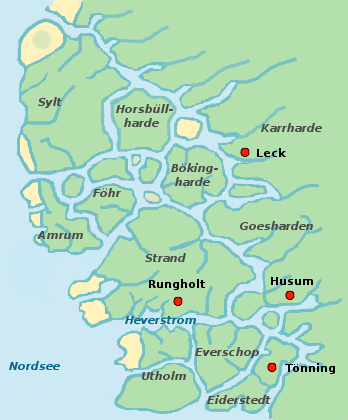
Het gebied Uthlande vóór de Sint-Marcellusvloed (16 januari 1362)
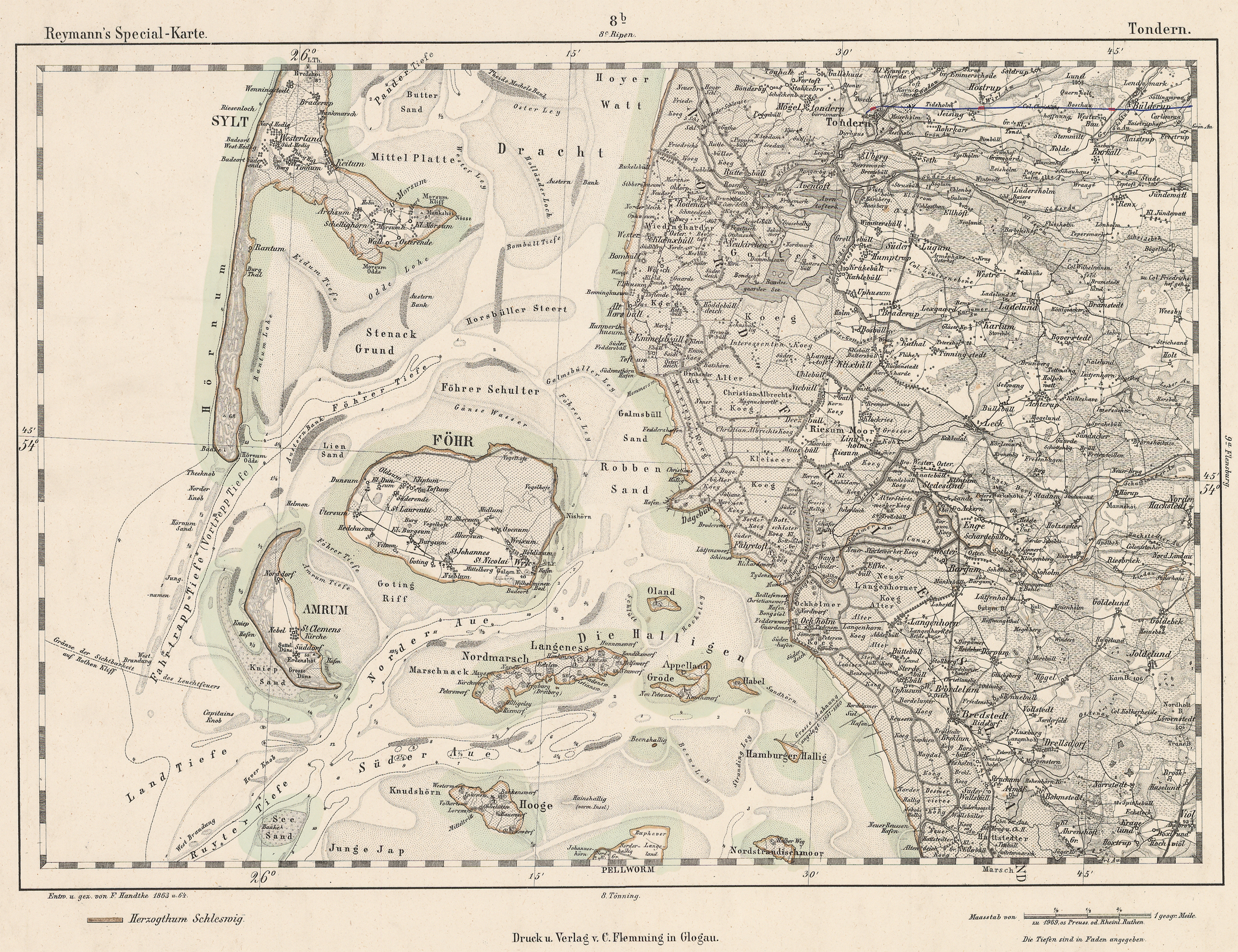
Historische zeekaart uit 1864 van Föhr en omliggende halligen
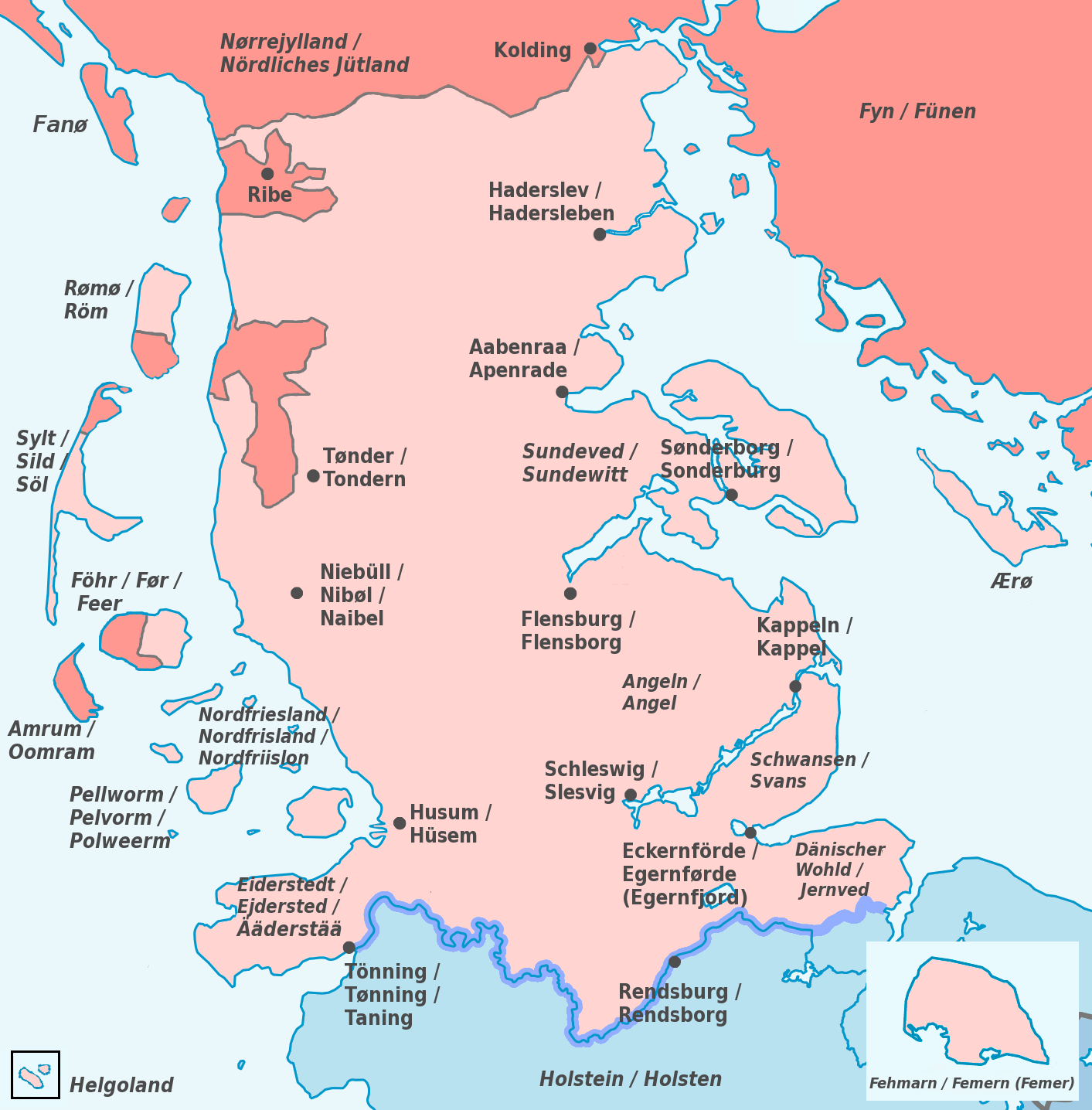
Het Hertogdom Sleeswijk in het midden van de 19e eeuw, na de Eerste Duits-Deense Oorlog vanaf 1851 in personele unie met het Koninkrijk Denemarken

Men leefde van visserij, zeevaart, enige veeteelt, strandjutterij en het winnen van keukenzout door zeezout te scheiden van verbrande turf. Deze ook uit Nederland bekende moernering leidde tot bodemdaling en droeg uiteindelijk bij aan groot landverlies bij overstromingen.
Het zeewaterpeil lag tot omstreeks de 11e eeuw van onze jaartelling beduidend lager dan tegenwoordig. Het gebied van Amrum, Sylt, Föhr en Langeneß, Uthlande, was tot aan de  catastrofale Sint-Marcellusvloed (1362) of Eerste Grote Mandränke grotendeels venig, moerassig land met prielen ertussen. Niet ver ten zuiden van de eilanden, op het naburige eiland Strand, lag de legendarische havenstad Rungholt, die geheel in zee verdween. Na deze stormvloed ontstond grofweg de huidige Noordelijke Waddenzee. Later, op 11-12 oktober 1634, werd het gebied geteisterd door de Burchardivloed of Tweede Grote Mandränke, die Strand op enige halligen na in zee deed verzinken.
Tot de Burchardivloed van 1634 vormde Langeneß één geheel met Oland. Daarna bestond het uit drie losse eilandjes: Langeneß in het oosten, Butwehl in het zuidoosten en Nordmarsch in het westen. In de 19e eeuw zijn deze door dammen en landaanwinning tot één geheel geworden. Daarmee werd Langeneß de grootste van de Halligen; tegenwoordig meet het eiland bijna 10 km² en telt het 16 bewoonde terpen.

## Afbeeldingen

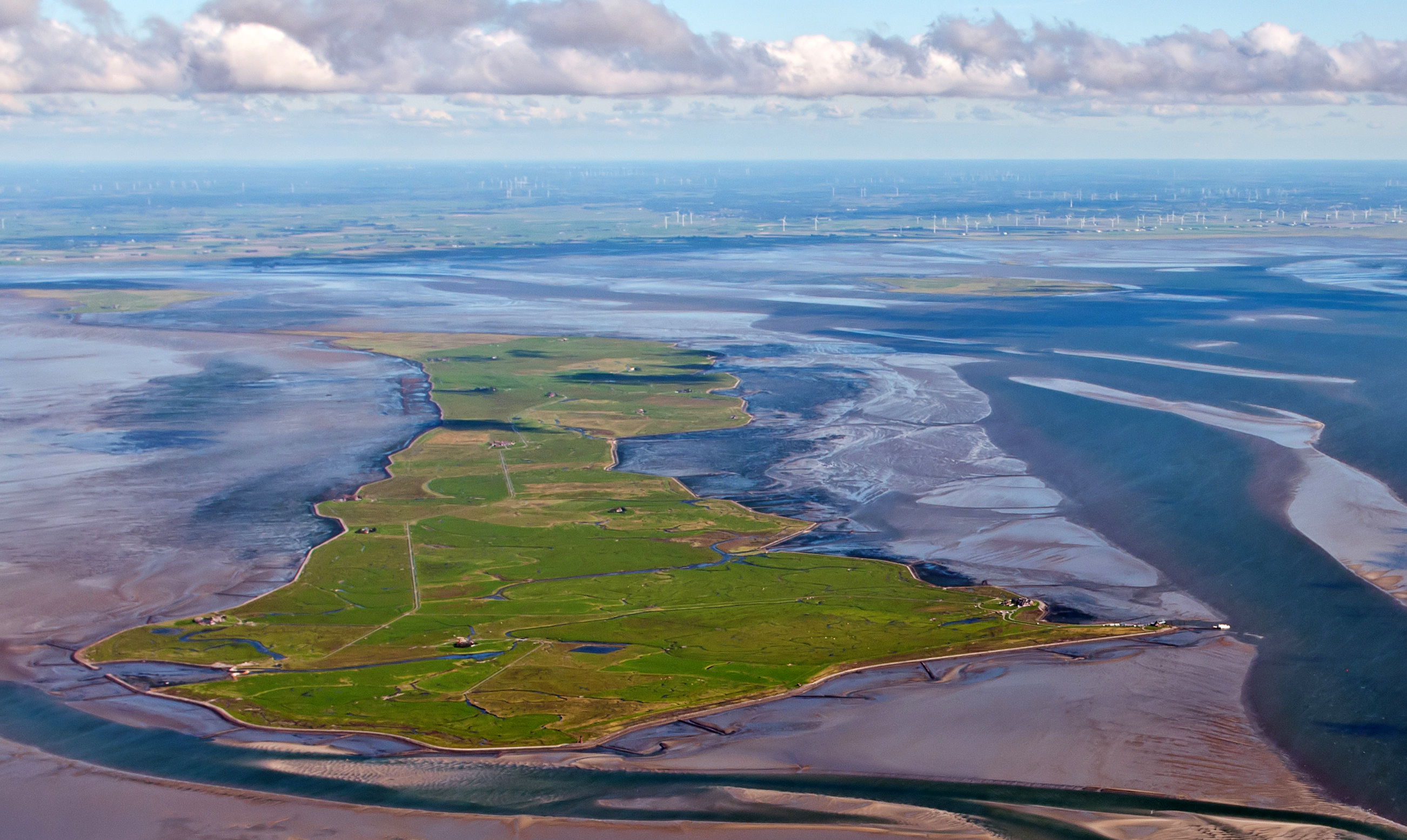
Luchtfoto (2013) van Langeneß
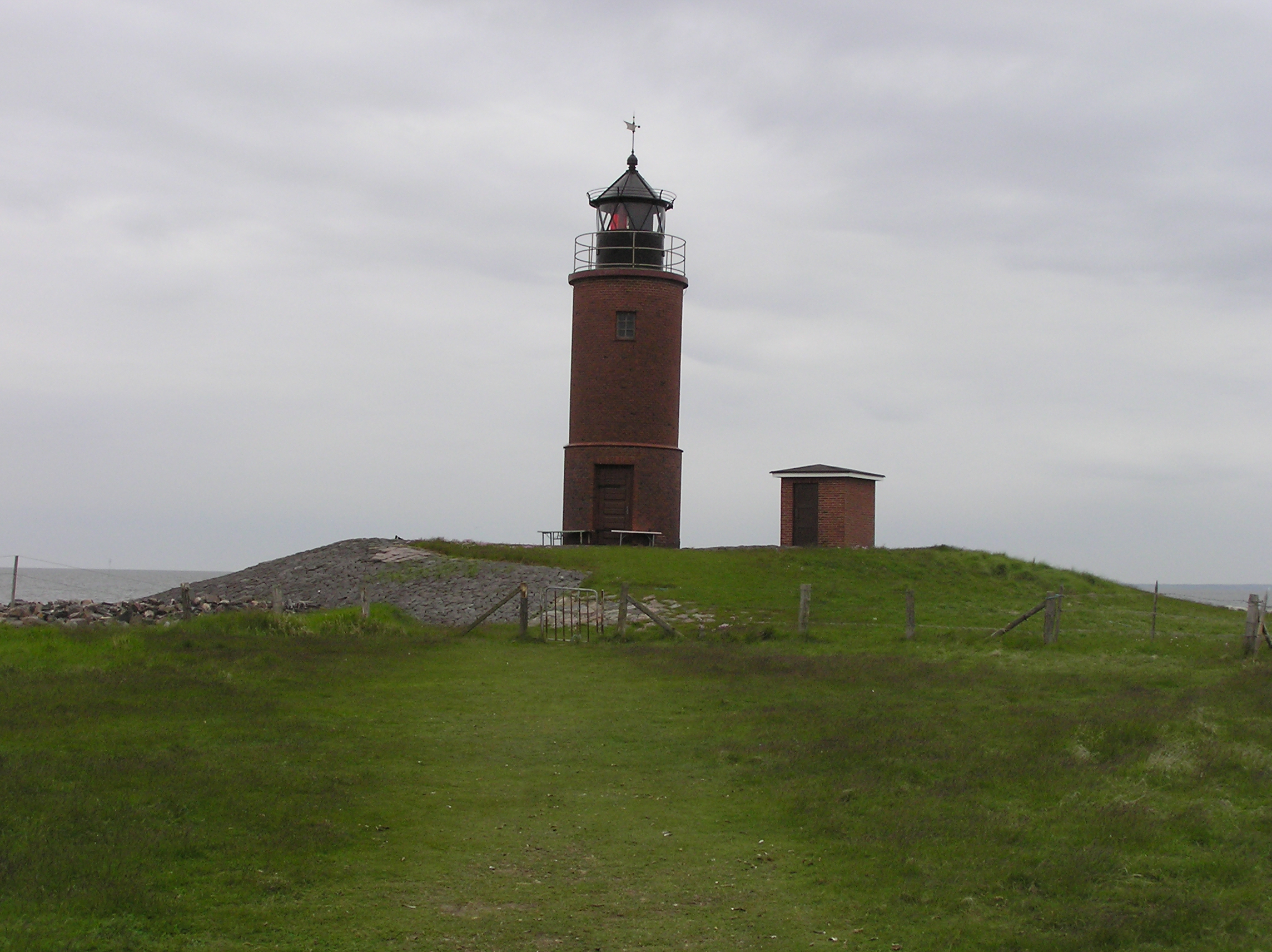
Vuurtoren "Nordmarsch"
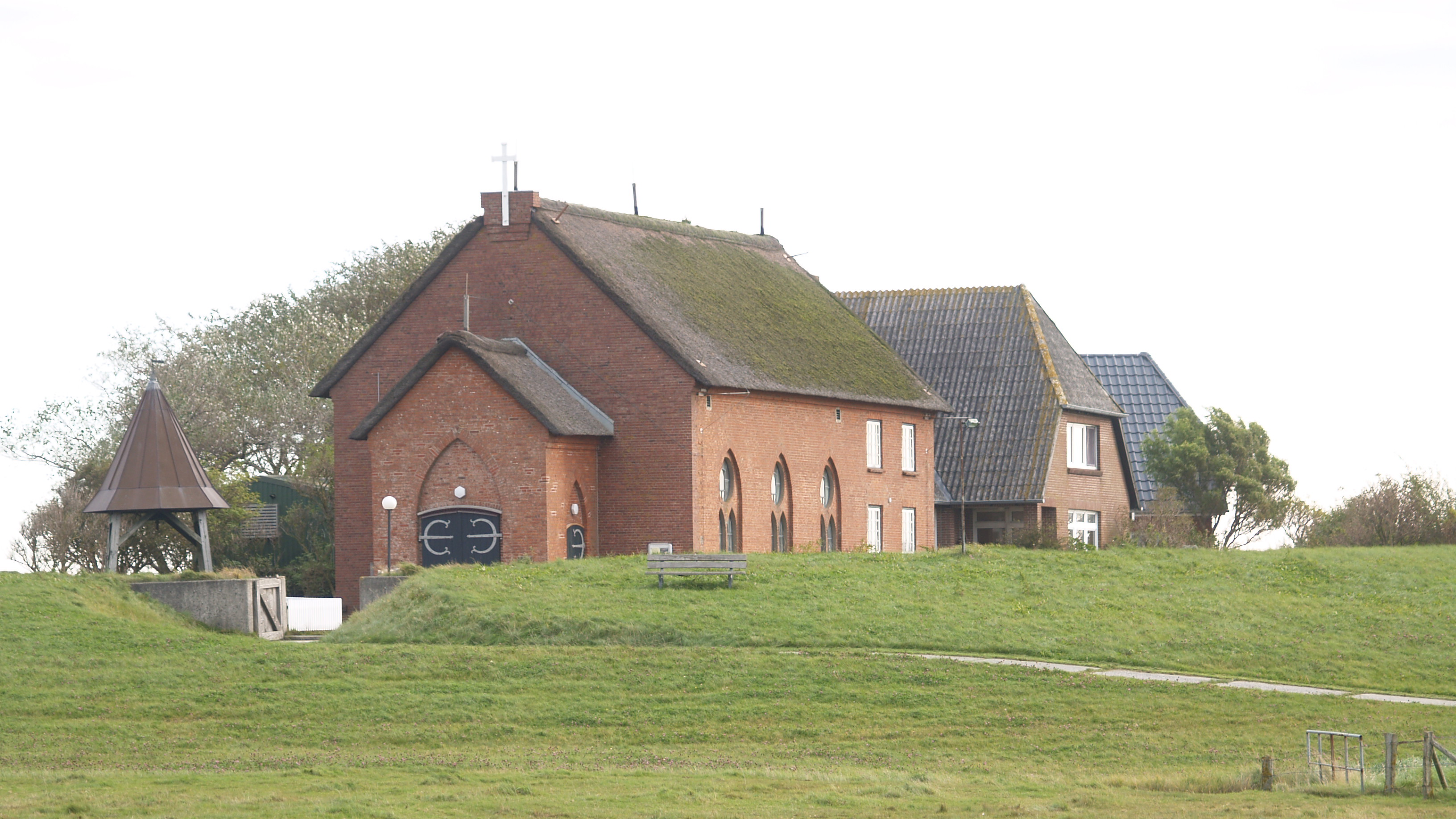
De evangelisch-lutherse kerk van Langeneß
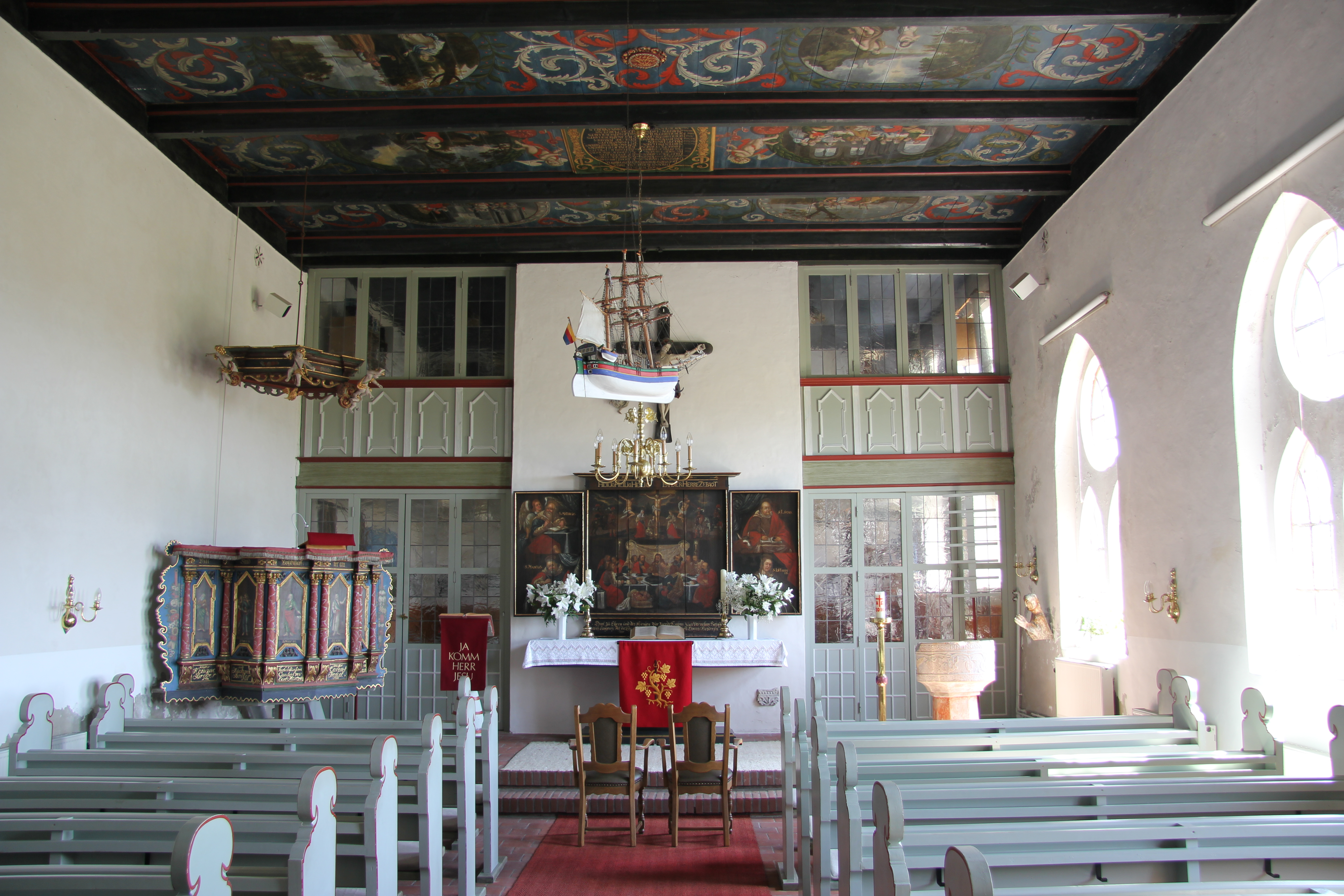
Interieur van dit kerkgebouw
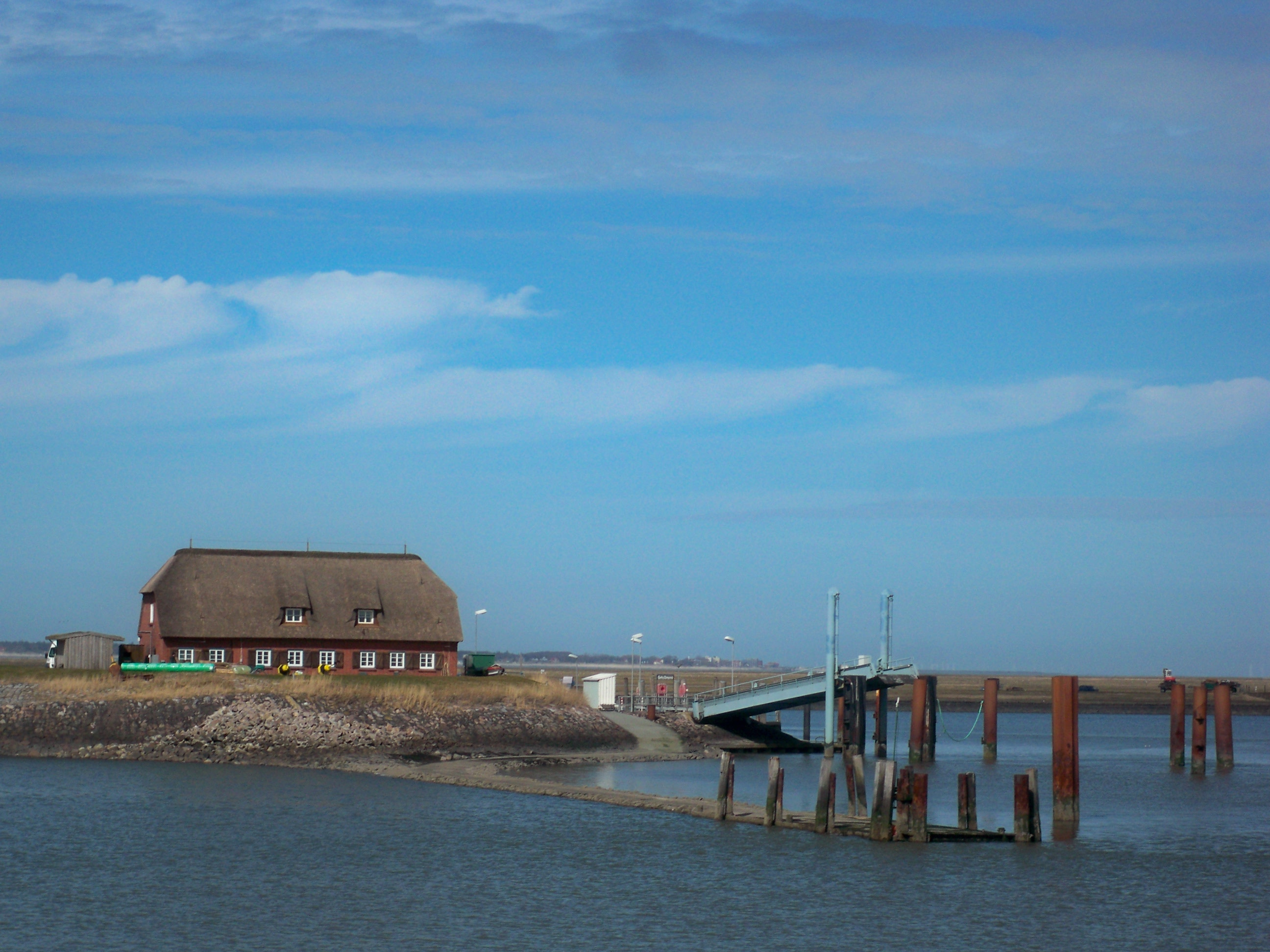
Haventje
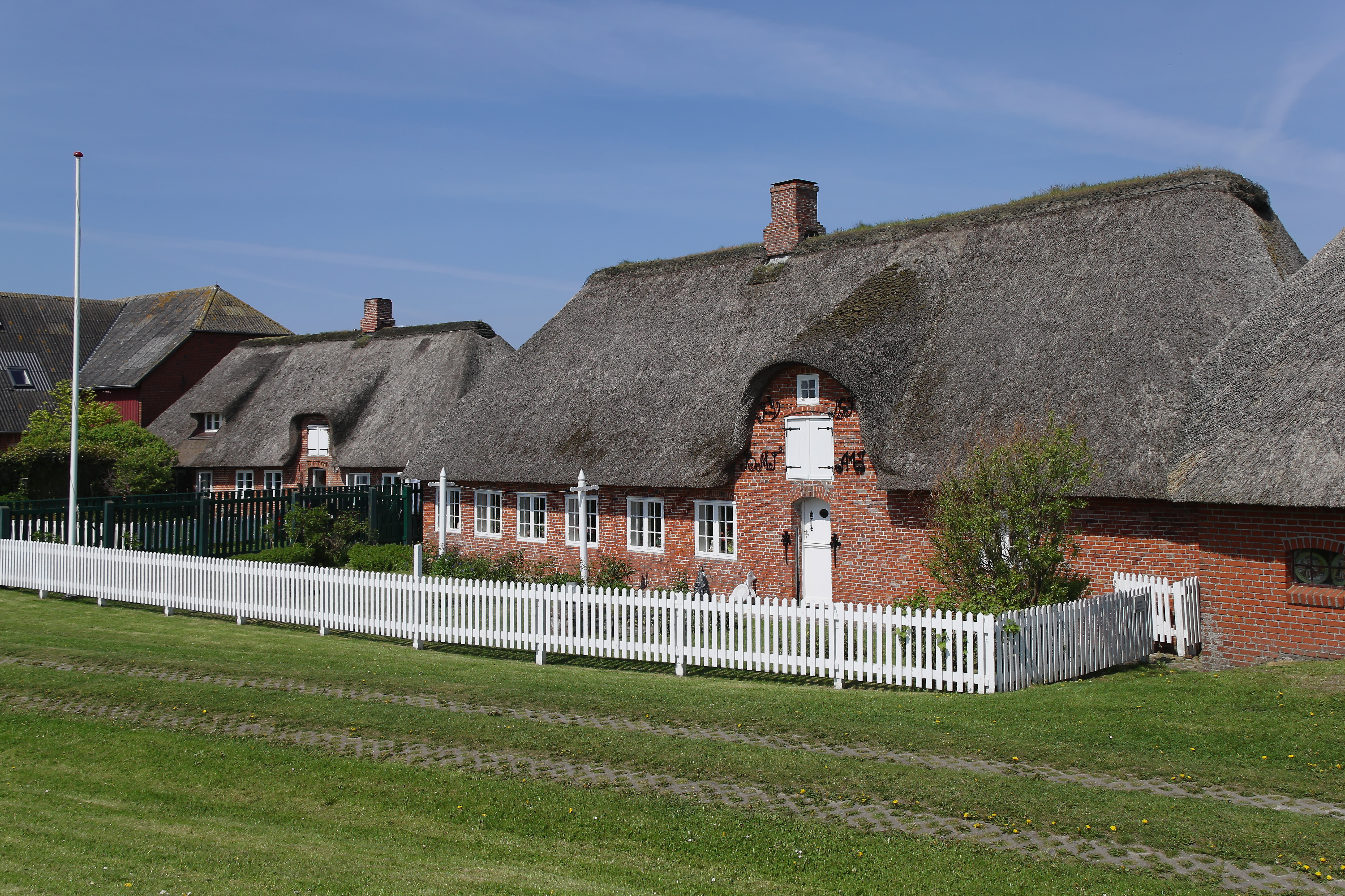
Typische Friesenhäuser op de terp Ketelswarf